# Monts Star
Les monts Star sont un massif montagneux entre l'Indonésie et la Papouasie-Nouvelle-Guinée situé dans la cordillère Centrale qui traverse d'est en ouest l'île de Nouvelle-Guinée. Le massif est situé dans une zone très reculée entre la frontière Papouasie-Nouvelle-Guinée - Indonésie et le massif Hindenburg dans la province de l'Ouest.
Le massif repose sur un plateau calcaire lui-même entouré de falaises de 1 200 m de haut. 